# U規格
U規格（ユーきかく）は、世界初の民生用（家庭用）カセット式VTRの規格。
1969年10月29日にソニー（現：ソニーグループ）、松下電器産業、日本ビクターなどが発表し、1971年10月10日にソニーが「Uマチック」の商標で発売した。1972年1月に松下が「Uビジョン」、4月にビクターが「U-VCR」の商標で発売したが、先行したソニー製品の認知が広く、他社製品も「Uマチック」と称され、テープが巨大で「ドカベンカセット」など俗称された。

## 概要
従来のVTRはオープンリール方式がほとんどだったが、U規格は民生用として使い易さを考慮して19mm（3/4インチ）テープのカセット方式を採用した。
記録はヘリカルスキャン方式で、名称はそのローディングの形がUの字に似ていることからつけられたと言われる。
通称の「シブサン」（3/4インチからの命名）は、業務用として放送局に普及する頃に名づけられたもの。
民生用として発売されて落語などを収録したパッケージソフトも発売されたが、一般家庭に浸透せずに普及しなかった。のちにソニーのBetamaxやビクターのVHSが一般家庭で普及したが、両規格とも画質でU規格に及ばず、U規格のビデオデッキを購入した嗜好家と学校や企業研修施設など業務ユーザーは、U規格のビデオデッキを使い続けた。民生用のためカラー信号は低域変換され、ベータマックスはU規格と同じ周波数を使用している。輝度信号と同等のFM信号に変換すると当時のヘリカルスキャンヘッドによる記録では時間軸のゆらぎがNTSCカラー信号の許容できる範囲（主に色相）を逸脱し、正常な色信号にならない。低域変換されたカラー信号はカラー解像度が低く、放送業務用途で複数回の複製に耐えない。
ポータブル型が登場してから放送業務用途として、従来のフィルム取材に代わり小型化されたビデオカメラとともに用いられ、電子ニュース取材 (ENG) 方式の普及に大きく寄与した。当初、日本国内においてはその大きさと画質の点からフィルム取材が続けられたが、アメリカにおいて重大イベントや事件・事故の際にフィルムと違い現像が要らず、すぐに送出できる速報性が認められ、ポータブルタイプの3/4インチS（スモールカセット）が開発されてバッテリー駆動のポータブルビデオと、軽量小型化されたカラーカメラも開発されたため、1974年ごろからCBS・NBCなどの大量採用があって急速に普及し、日本国内でもこの方式が普及することとなった。
ソニーは高画質化のため、ハイバンド化したUマチックSPも開発・発売した。3/4インチテープを使用するためにカセットが大きく、カムコーダー（ビデオ一体型カメラ）の実現が不可能で、1980年代に1/2インチテープを使った放送用の後継フォーマットを開発した。1981年に松下電器からVHSをもとにM規格が、1982年にソニーからベータマックスをもとにベータカムが発売され、放送と業務の現場で代替された。
2000年6月にU規格のVTRの生産が終了した。

## PCM音声記録用途
1980年代に音声をデジタル化して映像信号として記録することができるPCMプロセッサーが登場。大手レコード会社の音楽製作では、CD-R（PMCD、DDP）の信頼性が高まるまで、プレス工場へ搬入するマスターメディアのデファクトスタンダードとして用いた。
ソニー・ミュージックエンタテインメントでは2001年前半まで盛んに使用され、同社市ヶ谷スタジオはアーカイブス再生用途に再生機材を配置している。

## 諸元
- 外形寸法：186mm×123mm×32mm
- テープ幅：19mm（3/4インチ）
- 走行速度：9.53cm/s
- 収録時間：60分